# Winn-Dixie mon meilleur ami
Pour plus de détails, voir Fiche technique et Distribution.
Winn-Dixie mon meilleur ami ou simplement Winn-Dixie au Québec (Because of Winn-Dixie), est un film de Wayne Wang, sorti en 2005.

## Synopsis
Opal, une fillette de dix ans, et son père, prêtre, s'installent à Naomi, en Floride. Un jour, Opal, qui s'ennuie dans cette petite ville où elle ne connaît personne, rencontre près d'un supermarché un chien abandonné. Elle le baptise Winn Dixie, du nom de la grande surface, et décide de l'adopter. Winn Dixie devient bientôt pour Opal un ami et un confident précieux.

## Fiche technique
- Titre : Winn-Dixie mon meilleur ami
- Titre original : Because of Winn-Dixie
- Titre québécois : Winn-Dixie
- Réalisation : Wayne Wang
- Scénario : Joan Singleton d'après le roman de Kate DiCamillo
- Musique : Rachel Portman
- Photographie : Karl Walter Lindenlaub
- Montage : Deirdre Slevin
- Production : Trevor Albert (en)
- Budget : 14 000 000 $ [1].
- Coproduction : Beckie Cross Trujillo
- Sociétés de production : 20th Century Fox, Walden Media et Winn Productions,  États-Unis
- Exportation et distribution internationale : 20th Century Fox
- Genre : comédie dramatique
- Année de production : 2005
- Format : couleur
- Format du son : DTS
- Format de projection : 1.85:1
- Format de production : 35 mm
- Tourné en : anglais
- Dates de sortie :
  - France : 24 août 2005
  - États-Unis et Canada : 18 février 2005

## Distribution
- AnnaSophia Robb (VF : Claire Bouanich ; VQ : Juliette Mondoux) : Opal
- Jeff Daniels (VF : Philippe Vincent ; VQ : Sébastien Dhavernas) : Le pasteur
- Dave Matthews (VF : Philippe Valmont ; VQ : Jean-François Beaupré) : Otis
- Eva Marie Saint (VF : Jane Val ; VQ : Louise Rémy) : Miss Franny Block
- Cicely Tyson (VF : Émilie Benoît ; VQ : Élizabeth Chouvalidzé) : Gloria Dump
- Nick Price (VF : Louis Lecordier) : Dunlap Dewberry
- Elle Fanning (VF : Andréa Salaun) : Sweetie Pie Thomas
- Courtney Jines (VF : Léa Massare)  : Amanda Wilkinson
- André Dubroc : Eugène
- B. J. Hopper (VF : Robert Darmel ; VQ : Yves Massicotte) : M. Alford
- Luke Benward (VF : Sajan Gardeux)  : Steven « Stevie » Dewberry
- John McConnell : le manager du magasin
- Harland Williams (VQ : Benoît Éthier) : le policier
- William Arthur Pitts : un fidèle
- Enid Trotiner : une fidèle

Sources et légende: Version française (VF) sur VoxoFilm Version québécoise (VQ) sur Doublage Québec